# Улица Кегума (Рига)
Улица Ке́гума (латыш. Ķeguma iela) — улица в Видземском предместье города Риги, в районах Тейка и Пурвциемс.
Начинается от перекрёстка с улицами Лиелвардес, Аусмас, Стуриша и Дзербенес; проходит преимущественно в юго-восточном направлении, параллельно улице Лиелвардес, и заканчивается перекрёстком с улицами Лиелвардес и Гунара Астрас.
Общая длина улицы составляет 1472 метра. На всём протяжении имеет асфальтовое покрытие. Общественный транспорт по улице не курсирует.

## История
Улица Кегума впервые упоминается в списке городских улиц в 1929 году; с тех пор её название никогда не изменялось. Оно происходит от названия латвийского города Кегумс.
В 1939 году к улице Кегума была присоединена улица Маза Бикерниеку, ныне представляющая собой дальнюю часть улицы Кегума (от пересечения с улицей Бикерниеку).

## Примечательные здания
- Жилые дома № 2 (1938 г.) и № 14 (1930 г.) являются охраняемыми памятниками архитектуры местного значения[3].

## Прилегающие улицы
Улица Кегума пересекается со следующими улицами:
- Улица Лиелвардес
- Улица Аусмас
- Улица Стуриша
- Улица Дзербенес
- Улица Реминес
- Улица Баяру
- Улица Пикола
- Улица Бикерниеку
- Улица Раунас
- Улица Иерикю
- Улица Стирну
- Улица Гунара Астрас